# Naro-1
Naro-1 (in coreano: 나로호), chiamato anche KSLV-1 (acronimo dell'inglese Korea Space Launch Vehicle 1), è il primo lanciatore spaziale sudcoreano. Il 30 gennaio 2013 ha lanciato in un'orbita terrestre bassa STSAT-2C, il primo satellite della Corea del Sud, dopo due tentativi falliti.
Il secondo stadio, a propellente solido, è stato costruito dall'ente spaziale sudcoreano KARI; il primo stadio è stato invece fornito dall'azienda russa NPO Energomaš.

## Caratteristiche
Inizialmente l'intero lanciatore doveva essere costruito in Corea, ma a causa di alcuni vincoli tecnologici dovuti a pressioni politiche degli Stati Uniti, che volevano rallentare lo sviluppo di tecnologie missilistiche in Corea del Sud, il KARI decise che il vettore sarebbe stato basato sullo Universal Rocket Module sviluppato per la famiglia di lanciatori russi Angara. Il primo stadio utilizza il motore russo RD-151, una versione depotenziata del motore RD-191 a propellente liquido (cherosene e ossigeno liquido). Il secondo stadio è stato invece sviluppato e costruito dal KARI ed utilizza propellente solido. Il peso totale del lanciatore è di circa 140 tonnellate, per un'altezza di 33 metri e un diametro di 3 metri.

## Lanci
Il Naro-1 è stato impiegato in 3 lanci, di cui uno solo concluso con successo.
| № | Data e ora (KST)      | Tipo   | Luogo di lancio         | Carico   | Risultato  | Note                                                                          |
| - | --------------------- | ------ | ----------------------- | -------- | ---------- | ----------------------------------------------------------------------------- |
| 1 | 25 agosto 2009 17.00  | Naro-1 | Centro spaziale di Naro | STSAT-2A | Fallimento | Lancio fallito per mancata apertura dell'ogiva.                               |
| 2 | 10 giugno 2010 17.01  | Naro-1 | Centro spaziale di Naro | STSAT-2B | Fallimento | Perdita del segnale 137 secondi dopo il lancio per cause ancora da accertare. |
| 3 | 30 gennaio 2013 16.00 | Naro-1 | Centro spaziale di Naro | STSAT-2C | Successo   | Satellite posto in orbita terrestre bassa.                                    |